# Distretto di Zvjahel'
Il distretto di Zvjahel' (in ucraino Зв'ягельський район?, Zviahes'kyj rajon; fino al 2022 Novohrad-Volyns'kyj; in ucraino Новоград-Волинський?) è un distretto nell'oblast' di Žytomyr in Ucraina. Il suo centro amministrativo è la città di  Zvjahel'. Ha una popolazione di 164 972 abitanti.
Il 18 luglio 2020, come parte della riforma amministrativa dell'Ucraina, il numero di distretti dell'oblast di Žytomyr è stato ridotto a quattro e l'area del distretto di Zvjahel' è stata notevolmente ampliata.